# Вінтер-Парк (Флорида)
Вінтер-Парк (англ. Winter Park, Зимовий парк) — місто (англ. city) в США, в окрузі Орандж штату Флорида, передмістя Орландо. Населення — 29 795 осіб (2020). Він є частиною агломерації Орландо — Кіссіммі — Санфорда.
Вінтер-Парк був заснований як курортна громада північними діловими магнатами наприкінці 19 — початку 20 сторіч (заснована 4 липня 1881 р. — Казки про Зимовий парк). Його головна вулиця включає громадські будівлі, роздріб, художні галереї, приватний коледж гуманітарних мистецтв (Колледж Роллінс), музеї, парк, залізничний вокзал, заміський клуб для гольфу, історичне кладовище, а також пляж й спуск човнів.

## Історія

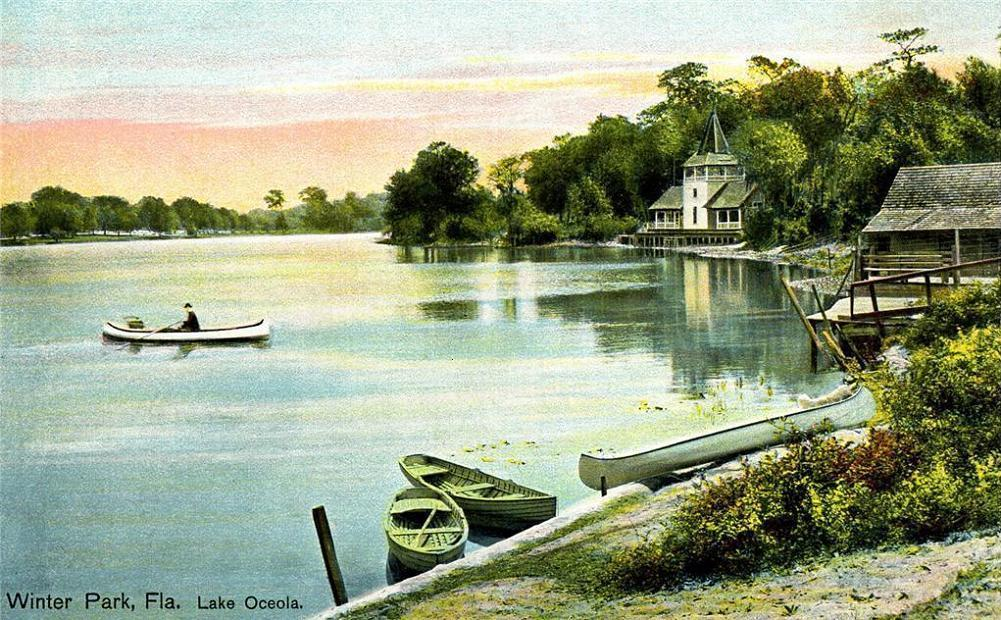
Озеро Осцеола у 1906 рік

Першими поселенцями району Вінтер-Парку були індіанці племені крики, що раніше змішувалися з чокто та іншими корінними мешканцями. У процесі етногенезу корінні американці сформували нову культуру, яку вони назвали «семіноли», похідною від мускозького simano-li, адаптацією іспанського cimarrón, що означає «дикий» (у цьому випадку, «дикі люди»), або «втікачі». Європейцями місце вперше було заселено у 1858 році, коли Девід Мізел-молодший купив садибу з площею 3,2 гектари між озерами Вірджинія, Мізелл та Беррі. Поселення, яке мешканці називали Лейк-Вью, виросло біля ділянки Мізелла. У 1870 році воно отримало поштове відділення та нову назву — Осціола.

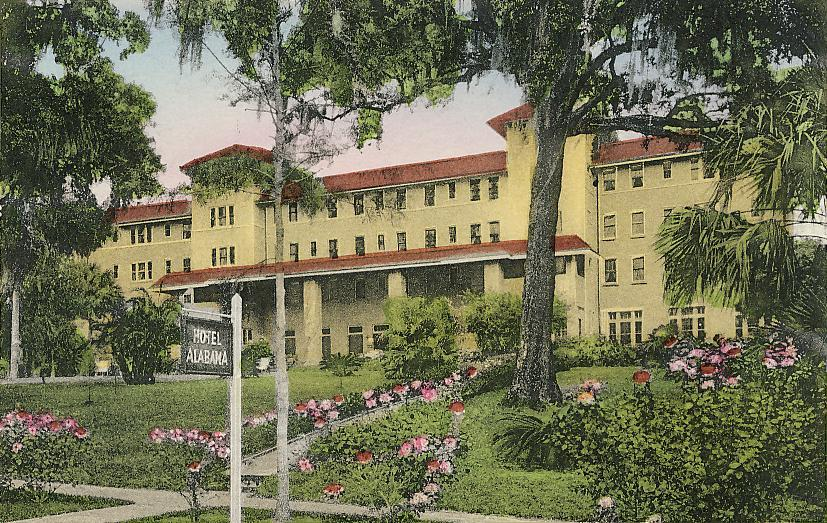
Готель Алабама c. 1922 рік

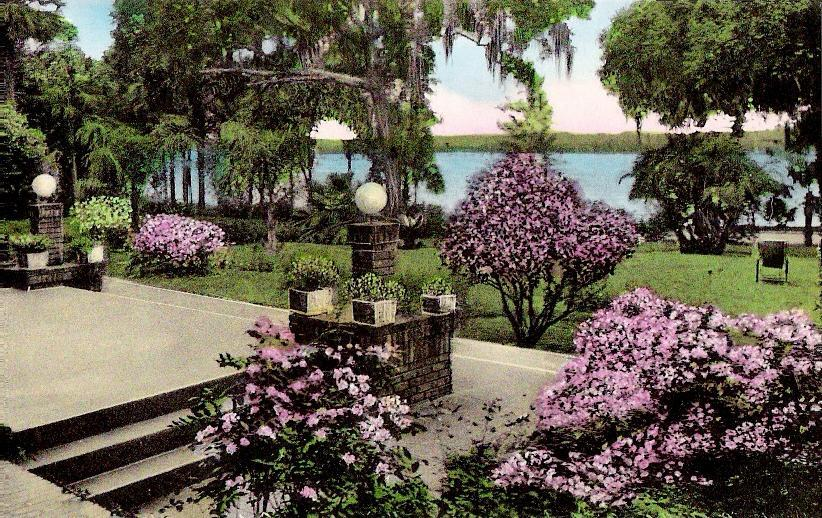
Веранда в готелі Алабама c.1922

Територія почала стрімко розвиватися з 1880 року, коли на віддалі кількох миль на захід від Осціоли була прокладена залізниця Південної Флориди, що з'єднала Орландо та Санфорд. Невдовзі Лортінг Чейз приїхав до округу Оранж з Чикаго, щоб оздоровитись від легеневих захворювань. Під час своїх подорожей на схід від залізниці він побачив групу озер. 4 липня 1881 року разом з заможним Олівером Е. Чапманом з Нової Англії вони придбали за 13000 доларів землі, на яких вони запланували місто Вінтер-Парк. Протягом наступних чотирьох років вони побудували місто, проклали вулиці, збудували ратушу та магазин, посадили апельсинові дерева та вимагали, щоб усі будівлі відповідали стилістичним та архітектурним стандартам. Тоді відкрилося поштове відділення й залізниця побудувала депо, з'єднане ґрунтовою дорогою з Осіолою.
У 1885 році група підприємців заснувала компанію Winter Park та зареєструвала її у Зборах Флориди; Чейз і Чапман продали місто новій компанії. У земній бульбашці, характерній для історії Флориди, ціни на землю піднялися від менш ніж 2 доларів за акр до понад 200 доларів, принаймні один продаж був зафіксований на рівні 300 доларів за акр.
У 1885 р. З'їзд Асамблеї Флориди заснував Колледж Роллінса, перший у штаті 4-річний коледж. Наступного року відкрився курортний готель Seminole на озері Осіола, що укомплектовано: газовими вогнями, паровим опаленням, струнним оркестром, їдальнею, боулінгом, й довгими критими ґанками.  

### Візити Президентів

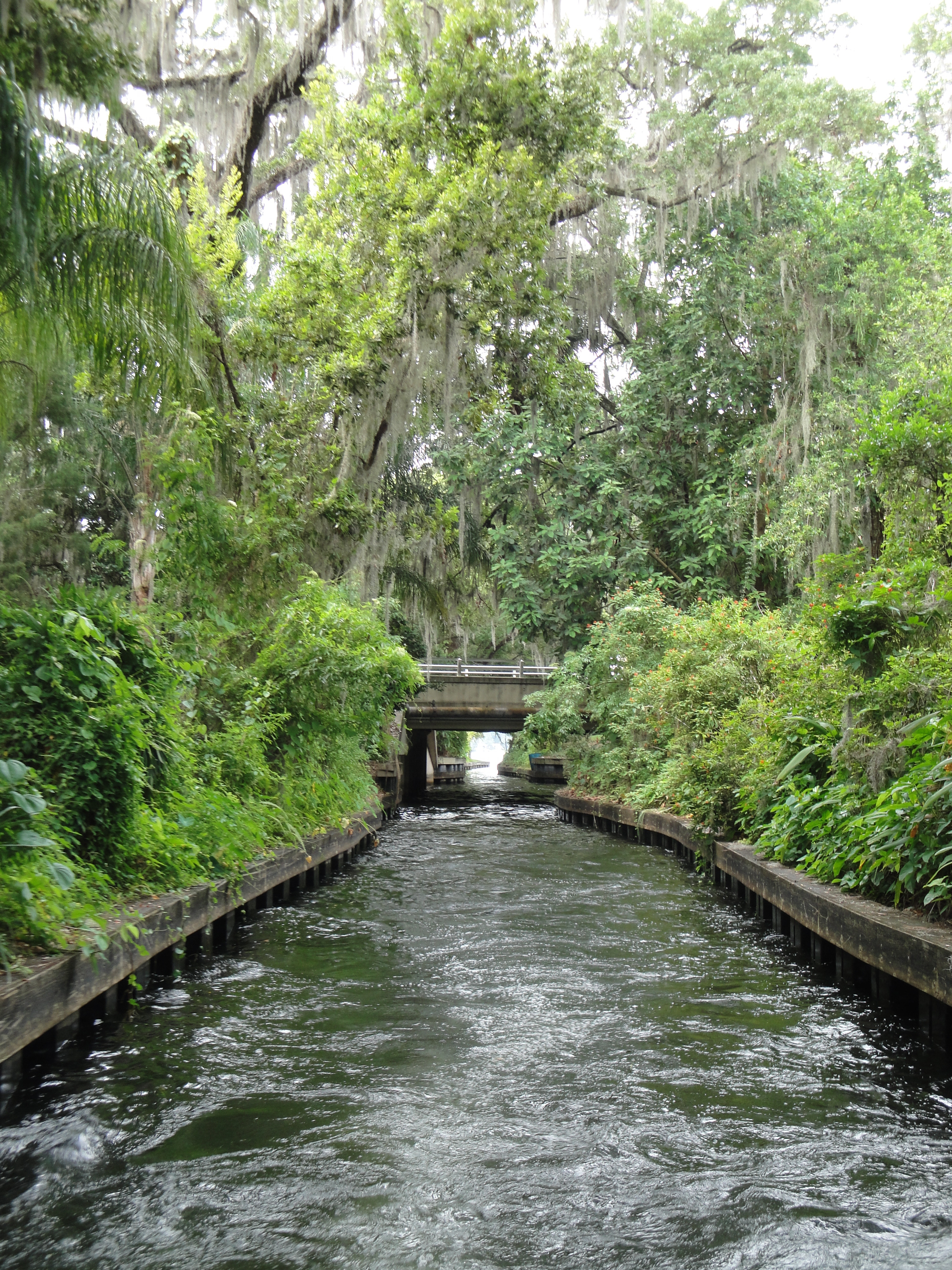
Канал у Вінтер-Парці

Місто знаходиться на північному сході та примикає до Орландо. Висота коливається в межах 20-30 метрів над рівнем моря.

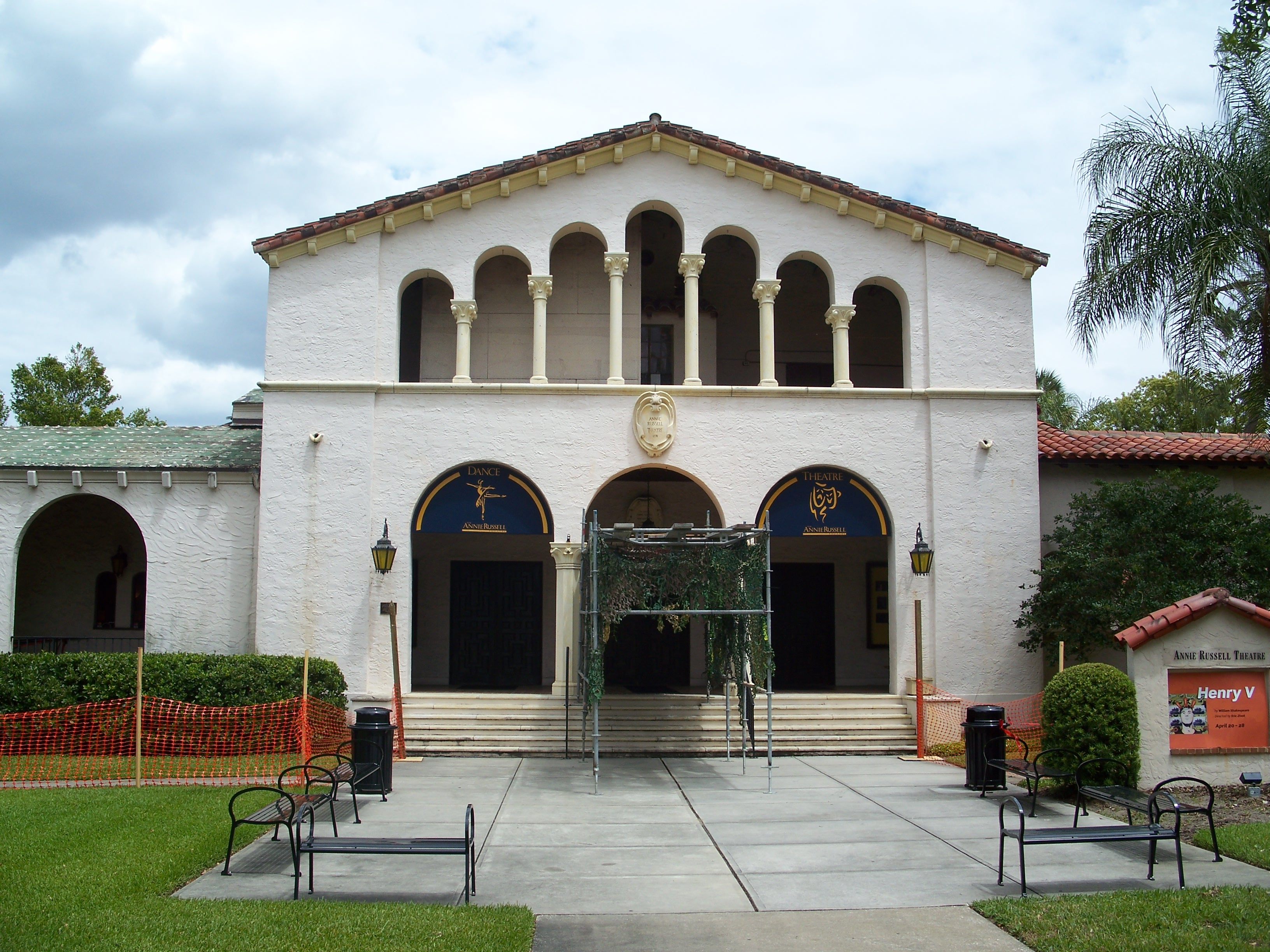
Театр Енні Рассел, розташовано на території кампусу коледжу Роллінса

Першим президентом, який відвідав Вінтер-Парк, був Честер А. Артур, який повідомив, що Зимовий парк був «найкрасивішим місцем, яке я бачив у Флориді». Президент Гровер Клівленд відвідав цю територію й отримав великий прийом у готелі Seminole 23 лютого 1888 року. New York Times повідомив про свій візит, що «засновники філадельфійці та бостонці зробили добру роботу з містом».
Наступні 4 роки і готель, і місто стали модним зимовим курортом для відвідувачів з півночі. Наступним президентом, що відвідав цю територію, був Франклін Д. Рузвельт у березні 1936 року. Йому присвоєно почесне звання з літератури у коледжі Роллінса
Президент Барак Обама відвідав Колледж Роллінс 2 серпня 2012 року, щоб виступити з промовою, що була частиною його переобраної кампанії.

### Провалля у Вінтер-Парці
У 1972 році Генрі Свонсон, сільськогосподарський агент та «експерт-мирянин у водоймах Центральної Флориди», написав листа до редактора, у якому попереджав мерів округу Оранж про небезпеку провалля, що може спричинити перерозвиток та надмірне використання підземних вод. Свонсон передбачив, що західна зона Вінтер-Парку буде особливо небезпечна. У травні 1981 року, у період рекордно низьких рівнів води у вапняковому водоносному горизонті Флориди, біля рогу Деннінг-Драйв та Фербенкс авеню відкрилося масивне провалля.
Провалля вперше з'явилося ввечері 8 травня 1981 року біля будинку мешканки Мей Роуз Вільямса. Протягом декількох годин 40-річне дерево — явор біля її будинку впало в раковину. Наступного ранку отвір розширився майже до 12 метрів. У розповіді в «Орландо Сентінел» вона сказала, що, коли сонце вставало, вона почула шум «гігантських бобрів, що жують», коли діра почала поширюватися. В цей день її будинок потрапив у провалля.
Отвір з часом розширився до 98 метрів й заглибився на 27 метрів. У раковину потрапили наступні: 5 автомобілів Порше у ремонтній майстерні, пікап з верхом для кемперів, муніципальний басейн Вінтер-Парк та великі частини Denning Drive. До 9 травня майже 190 тисяч м3 землі потрапило у раковину. Збиток оцінювався в розмірі від 2 до 4 мільйонів доларів. 9 травня 1981 року: раковина зростає до рекордної величини, поглинув кінець басейн олімпійського розміру, шматки двох вулиць та 3-спального будинку та двору Вільямса. Інженери Флориди назвали подію «найбільшою подією провалля, свідком якої є людина внаслідок природних геологічних причин чи умов».
Раковина привернула національну увагу й стала популярною туристичною визначною пам'яткою протягом літа 1981 року. Навколо району виникла карнавальна атмосфера, серед якої продавці продавали їжу, повітряні кулі та футболки для відвідувачів. Місто Winter Park продавало фотографії раковин для рекламних та освітніх цілей. Того літа провалля почало наповнюватися водою, але 19 липня рівень води раптово знизився з 4,6 метрів до 6,1 метри.
Місто працювало над тим, щоб полагодити шкоду. Працівники змогли витягнути 4 (3 Порше й причіп) з 6 автомобілів, що потрапили у провалля. Інженери, наповнили дно ґрунтом та бетоном. Дайверів знайшли, що озеро з того часу використовується для затоплення небажаних транспортних засобів.

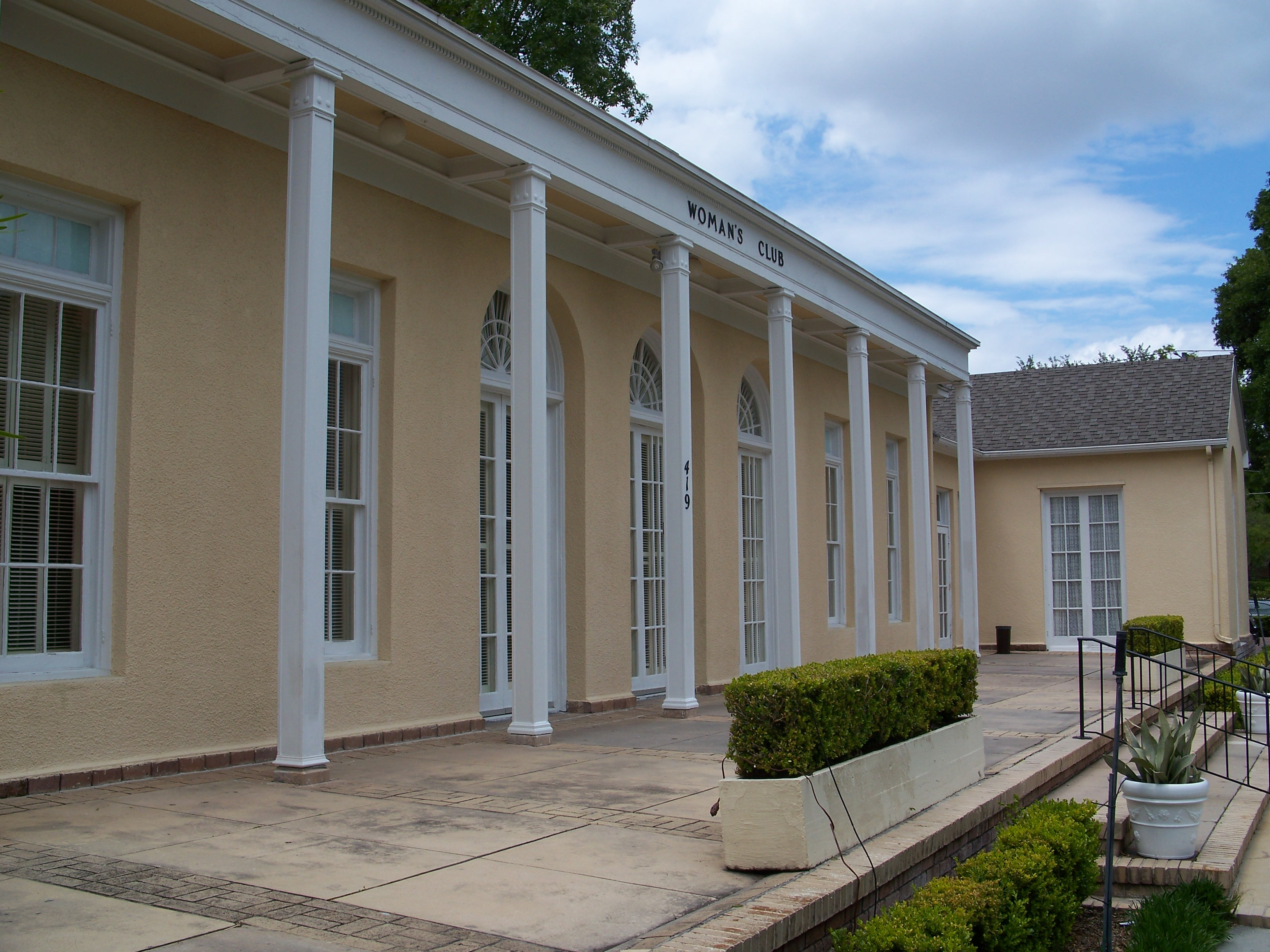
Жіночий клуб Вінтер-Парку

## Географія
Вінтер-Парк розташований за координатами 28°35′57″ пн. ш. 81°20′52″ зх. д. / 28.59917° пн. ш. 81.34778° зх. д. (28.599069, -81.347821).  За даними Бюро перепису населення США в 2010 році місто мало площу 26,33 км², з яких 22,48 км² — суходіл та 3,85 км² — водойми.

## Демографія
Згідно з переписом 2010 року, у місті мешкали 27 852 особи в 12 228 домогосподарствах у складі 6667 родин. Густота населення становила 1058 осіб/км².  Було 13626 помешкань (517/км²).
Расовий склад населення:
| - 86,9 % — білих - 7,6 % — чорних або афроамериканців - 2,3 % — азіатів - 0,2 % — корінних американців - 1,2 % — осіб інших рас |

До двох чи більше рас належало 1,8 %. Частка іспаномовних становила 7,0 % від усіх жителів.
За віковим діапазоном населення розподілялося таким чином: 18,3 % — особи молодші 18 років, 61,8 % — особи у віці 18—64 років, 19,9 % — особи у віці 65 років та старші. Медіана віку мешканця становила 44,3 року. На 100 осіб жіночої статі у місті припадало 88,1 чоловіків;  на 100 жінок у віці від 18 років та старших — 85,2 чоловіків також старших 18 років.
Середній дохід на одне домашнє господарство  становив 121 480 доларів США (медіана — 59 405), а середній дохід на одну сім'ю — 170 467 доларів (медіана — 99 290). Медіана доходів становила 69 458 доларів для чоловіків та 45 924 долари для жінок. За межею бідності перебувало 12,4 % осіб, у тому числі 13,8 % дітей у віці до 18 років та 8,0 % осіб у віці 65 років та старших.
Цивільне працевлаштоване населення становило 12 661 особа. Основні галузі зайнятості: освіта, охорона здоров'я та соціальна допомога — 25,6 %, науковці, спеціалісти, менеджери — 18,1 %, мистецтво, розваги та відпочинок — 12,6 %, фінанси, страхування та нерухомість — 11,0 %.